# Kantunilkín
Kantunilkín è un centro abitato del Messico, situato nello stato di Quintana Roo, capoluogo del comune di Lázaro Cárdenas.